# Soa (Kamerun)
Soa ist eine Kommune im Departement Méfou-et-Afamba in der Region Centre von Kamerun. Sie grenzt an die Hauptstadt Yaoundé und ist eine Universitätsstadt mit der Universität Yaoundé II.

## Geographie
Die Stadt liegt an der Route Départementale D46 18 km nordöstlich von Yaoundé, Ahmadou Ahidjo Platz auf einer Höhe von ca. 675 m. Sie umfasst eine Fläche von 325 km² und grenzt an die Verwaltungseinheiten Nkolafamba und Yaoundé V im Süden, im Westen an Obala, im Osten an Esse und Awaé, sowie im Norden an Obala und Edzendouan.
| Obala                    | Provinz Ciudad Real                         | Edzendouan |
| Okola                    | Kompassrose, die auf Nachbargemeinden zeigt | Esse       |
| Yaoundé I, Yaoundé V, IV | Nkolafamba                                  | Awaé       |

## Geschichte
Die Commune ist eine gemischt-ländliche Siedlung von Djoungolo-Nord. Sie wurde 1959 gegründet und erhielt 1964 den Namen „Soa“. Das Arrondissement de Soa wurde 1979 geschaffen.

## Verwaltung
Seit 1959 wechselten sich mehrere Bürgermeister und Gemeindevorsteher an der Spitze der Gemeinde ab:
| Amtszeit  | Name               | Partei                                                  | Anmerkungen                          |
| --------- | ------------------ | ------------------------------------------------------- | ------------------------------------ |
| 2007–     | Essama Embolo      | Rassemblement Démocratique du Peuple Camerounais (RDPC) | Bankangestellter                     |
| 2002–2007 | Laurentine Mbede   |                                                         |                                      |
| 1996–2002 | Essama Embolo      | RDPC                                                    |                                      |
| 1987–1995 | Pascal Nkodo Abomo |                                                         | Verwaltungsangestellter              |
| 1985–1987 | Jean Messi         |                                                         |                                      |
| 1975–1985 |                    |                                                         | Chef de district, später Sous-préfet |
| 1959–1975 | Prosper Eloumdéné  |                                                         | ernannter Bürgermeister              |

## Bevölkerung
Zum Zeitpunkt der Volkszählung 2005 hatte die Commune 30.588 Einwohner, davon lebten 15.456 direkt in Soa. 2014 wurden 69.084 Einwohner gezählt (19.885 in Soa-Ville)

## Organisation
Die Commune Soa besteht aus 40 Villages (Dörfern), die in 4 Groupements (Mbende (Soa), Ntouessong, Ebang (Kamerun), Ngali).
Neben Soa und seinen Stadtvierteln sind dies die Dörfer:

### Soa Ville
- Banda
- Soa Centre
- Soa Metondo
- Okoa[7]

| - Ebogo I - Essimel - Essong Mintsang - Koulou - Ngoungoumou - Nkolfoulou I - Nkolfoulou II - Nsan - Oboa - Okoa | - Akak I - Ebang I - Ebang II - Meyos - Nkomotou I - Nkozoa | - Abondo - Ebogo II - Ebogo III - Ebogo IV - Foulassi - Ngali I - Ngali II | - Akak II - Andon - Mbasan I - Mbasan II - Mebougou - Nkoltsit - Ntouessong V - Ntouessong VI - Ntouessong VII - Ntouessong VIII - Ntouessong IX - Ntouessong X - Ongandi - Ovangoul - Tigmelen |

## Bildung
In der Stadt befindet sich der Hauptcampus der 1993 gegründeten Universität Yaoundé II mit fünf Standorten. Der Universitätscampus erstreckt sich über eine Fläche von 325 ha. Das Institut Confucius wurde 2007 auf dem Campus eröffnet; neue Einrichtungen und Gebäude wurden 2017 eröffnet.

## Religion
Die katholische Gemeinde Saint Marc de Soa ist Teil der Pastoralzone Soa der Erzdiözese Yaoundé.

## Partnerstadt
- Frankreich: Gien, seit 2005.